# Сан Хосе (вулкан)
Вижте пояснителната страница за други значения на Сан Хосе.
Сан Хосе (на испански: San José) е действащ вулкан и връх в Южна Америка, разположен на границата между Аржентина и Чили. Последно изригване – 1960 г.